# Microchrysa macula
Microchrysa macula är en tvåvingeart som först beskrevs av Fabricius 1805.  Microchrysa macula ingår i släktet Microchrysa och familjen vapenflugor. Inga underarter finns listade i Catalogue of Life.